# Rhizomyia cincta
Rhizomyia cincta är en tvåvingeart som beskrevs av Ephraim Porter Felt 1915. Rhizomyia cincta ingår i släktet Rhizomyia och familjen gallmyggor.
Artens utbredningsområde är New York. Inga underarter finns listade i Catalogue of Life.